# Giai đoạn vòng loại và vòng play-off UEFA Europa Conference League 2022-23
Giai đoạn vòng loại và vòng play-off UEFA Europa Conference League 2022–23 bắt đầu vào ngày 7 tháng 7 và kết thúc vào ngày 22 tháng 8 năm 2022.
Có tổng cộng 166 đội dự kiến thi đấu trong hệ thống vòng loại của UEFA Europa Conference League 2022–23, bao gồm giai đoạn vòng loại và vòng play-off, với 25 đội ở Nhóm các đội vô địch và 141 đội ở Nhóm chính. 22 đội thắng ở vòng play-off tiến vào vòng bảng, để cùng với 10 đội thua của vòng play-off Europa League.
Thời gian là CEST (UTC+2), như được liệt kê bởi UEFA (giờ địa phương, nếu khác nhau thì nằm trong ngoặc đơn).

## Các đội bóng

### Nhóm các đội vô địch
Nhóm các đội vô địch bao gồm các đội vô địch giải vô địch quốc gia mà bị loại từ giai đoạn vòng loại Nhóm các đội vô địch của Champions League và giai đoạn vòng loại Nhóm các đội vô địch của Europa League và bao gồm các vòng đấu sau:
- Vòng loại thứ hai (16 đội): 16 đội tham dự vào vòng đấu này (bao gồm 13 đội thua của vòng loại thứ nhất Champions League và 3 đội thua của vòng sơ loại Champions League)
- Vòng loại thứ ba (10 đội): 8 đội thắng của vòng loại thứ hai và 2 đội thua của vòng loại thứ nhất Champions League được bốc thăm để nhận suất đặc cách.
- Vòng play-off (10 đội): 5 đội tham dự vào vòng đấu này (bao gồm 5 đội thua của vòng loại thứ ba Europa League Nhóm các đội vô địch) và 5 đội thắng của vòng loại thứ ba.

Dưới đây là các đội tham dự của Nhóm các đội vô địch (với hệ số câu lạc bộ UEFA năm 2022, tuy nhiên không được sử dụng để xếp hạt giống cho Nhóm các đội vô địch), được xếp nhóm theo vòng đấu bắt đầu.
| Chú thích màu sắc                                 |
| ------------------------------------------------- |
| Đội thắng của vòng play-off đi tiếp vào vòng bảng |
| Đội bị loại                                       |

| Đội                           | Hệ số  |
| ----------------------------- | ------ |
| Maribor [UEL CH Q3]           | 14.000 |
| Slovan Bratislava [UEL CH Q3] | 13.000 |
| F91 Dudelange [UEL CH Q3]     | 8.500  |
| Linfield [UEL CH Q3]          | 7.000  |
| Shkupi [UEL CH Q3]            | 4.500  |

| Đội                          | Hệ số |
| ---------------------------- | ----- |
| Shakhtyor Soligorsk [UCL Q1] | 6.250 |
| RFS [UCL Q1]                 | 4.000 |

| Đội                              | Hệ số  |
| -------------------------------- | ------ |
| CFR Cluj [UCL Q1]                | 19.500 |
| The New Saints [UCL Q1]          | 8.500  |
| Lincoln Red Imps [UCL Q1]        | 7.250  |
| Zrinjski [UCL Q1]                | 7.000  |
| Sutjeska Nikšić [UCL Q1]         | 6.250  |
| KÍ Klaksvík [UCL Q1]             | 6.250  |
| Lech Poznań [UCL Q1]             | 6.000  |
| Hibernians [UCL Q1]              | 5.500  |
| FCI Levadia [UCL PR SF]          | 4.750  |
| Tobol [UCL Q1]                   | 4.500  |
| La Fiorita [UCL PR SF]           | 4.000  |
| Dinamo Batumi [UCL Q1]           | 3.250  |
| Inter Club d'Escaldes [UCL PR F] | 3.000  |
| Tirana [UCL Q1]                  | 2.750  |
| Ballkani [UCL Q1]                | 1.633  |
| Víkingur Reykjavík [UCL Q1]      | 1.075  |

Ghi chú
1. UEL CH Q3 Đội thua của vòng loại thứ ba Europa League (Nhóm các đội vô địch).
2. UCL Q1 Đội thua của vòng loại thứ nhất Champions League.
3. UCL PR F Đội thua của trận chung kết vòng sơ loại Champions League.
4. UCL PR SF Đội thua của các trận bán kết vòng sơ loại Champions League.

### Nhóm chính
Nhóm chính bao gồm tất cả các đội không vô địch giải vô địch quốc gia và bao gồm các vòng đấu sau:
- Vòng loại thứ nhất (60 đội): 60 đội tham dự vào vòng đấu này.
- Vòng loại thứ hai (90 đội): 60 đội tham dự vào vòng đấu này và 30 đội thắng của vòng loại thứ nhất.
- Vòng loại thứ ba (54 đội): 9 đội tham dự vào vòng đấu này và 45 đội thắng của vòng loại thứ hai.
- Vòng play-off (34 đội): 7 đội tham dự vào vòng đấu này (bao gồm 3 đội thua của vòng loại thứ ba Europa League Nhóm chính) và 27 đội thắng của vòng loại thứ ba.

Dưới đây là các đội tham dự của Nhóm chính (với hệ số câu lạc bộ UEFA năm 2022), được xếp nhóm theo vòng đấu bắt đầu.
| Chú thích màu sắc                                 |
| ------------------------------------------------- |
| Đội thắng của vòng play-off đi tiếp vào vòng bảng |
| Đội bị loại                                       |

| Đội                  | Hệ số  |
| -------------------- | ------ |
| Villarreal           | 78.000 |
| Partizan [UEL MP Q3] | 24.500 |
| West Ham United      | 21.328 |
| Fiorentina           | 15.380 |
| 1. FC Köln           | 15.042 |
| Nice                 | 12.016 |
| Slovácko [UEL MP Q3] | 5.560  |

| Đội            | Hệ số  |
| -------------- | ------ |
| Zorya Luhansk  | 18.000 |
| Anderlecht     | 11.500 |
| Wolfsberger AC | 11.000 |
| Gil Vicente    | 10.676 |
| Twente         | 9.860  |
| Lugano         | 9.000  |
| Hajduk Split   | 8.000  |
| Dundee United  | 7.380  |
| Panathinaikos  | 5.640  |

| Đội                      | Hệ số  |
| ------------------------ | ------ |
| Basel                    | 55.000 |
| Slavia Prague            | 52.000 |
| Young Boys               | 37.000 |
| AZ Alkmaar               | 28.500 |
| PAOK                     | 25.000 |
| İstanbul Başakşehir      | 25.000 |
| Maccabi Tel Aviv         | 24.500 |
| Astana                   | 20.500 |
| Molde                    | 19.000 |
| APOEL                    | 18.000 |
| FCSB                     | 17.500 |
| BATE Borisov             | 17.500 |
| Rapid Wien               | 16.000 |
| Rijeka                   | 15.000 |
| Antwerp                  | 14.500 |
| Hapoel Be'er Sheva       | 14.000 |
| Sparta Prague            | 13.500 |
| Fehérvár                 | 11.500 |
| Vitória de Guimarães     | 10.676 |
| CSKA Sofia               | 10.500 |
| Sūduva                   | 10.000 |
| Brøndby                  | 8.500  |
| Spartak Trnava           | 8.500  |
| Kairat                   | 8.000  |
| Osijek                   | 8.000  |
| Universitatea Craiova    | 7.500  |
| Motherwell               | 7.380  |
| Neftçi Baku              | 7.000  |
| FK Čukarički             | 6.675  |
| Radnički Niš             | 6.675  |
| Vaduz                    | 6.500  |
| Vorskla Poltava          | 6.360  |
| Aris                     | 5.640  |
| Viking                   | 5.450  |
| Lillestrøm               | 5.450  |
| Viborg                   | 5.435  |
| Konyaspor                | 5.420  |
| Aris Limassol            | 5.275  |
| Ararat-Armenia           | 5.000  |
| AIK                      | 5.000  |
| Maccabi Netanya          | 4.875  |
| Djurgårdens IF           | 4.575  |
| IF Elfsborg              | 4.575  |
| Botev Plovdiv            | 3.900  |
| Levski Sofia             | 3.900  |
| Gabala                   | 3.500  |
| Sepsi Sfântu Gheorghe    | 3.430  |
| Zira                     | 3.400  |
| Puskás Akadémia          | 3.275  |
| Kisvárda                 | 3.275  |
| Raków Częstochowa        | 3.175  |
| Kyzylzhar                | 3.150  |
| Koper                    | 3.000  |
| Gomel                    | 2.500  |
| Velež Mostar             | 2.000  |
| Valmiera                 | 2.000  |
| Racing Union             | 2.000  |
| St Patrick's Athletic    | 1.625  |
| Vllaznia                 | 1.600  |
| Makedonija Gjorče Petrov | 1.400  |

| Đội                 | Hệ số |
| ------------------- | ----- |
| Flora               | 9.750 |
| Shkëndija           | 9.000 |
| Riga                | 8.000 |
| Alashkert           | 8.000 |
| Olimpija Ljubljana  | 7.750 |
| KuPS                | 7.500 |
| Fola Esch           | 7.500 |
| Budućnost Podgorica | 7.000 |
| Dinamo Tbilisi      | 6.500 |
| DAC Dunajská Streda | 6.500 |
| Laçi                | 6.000 |
| Mura                | 5.500 |
| Drita               | 5.000 |
| Dinamo Minsk        | 5.000 |
| B36 Tórshavn        | 4.750 |
| Petrocub Hîncești   | 4.500 |
| Liepāja             | 4.500 |
| Europa              | 4.500 |
| Partizani           | 4.250 |
| Breiðablik          | 4.000 |
| HB                  | 4.000 |
| Gżira United        | 4.000 |
| Milsami Orhei       | 3.750 |
| Kauno Žalgiris      | 3.500 |
| Bala Town           | 3.250 |
| Tre Penne           | 3.250 |
| St Joseph's         | 3.250 |
| Crusaders           | 3.250 |
| Pogoń Szczecin      | 3.175 |
| Lechia Gdańsk       | 3.175 |
| Ružomberok          | 3.125 |
| Borac Banja Luka    | 3.000 |
| Inter Turku         | 3.000 |
| KR                  | 3.000 |
| Tre Fiori           | 3.000 |
| Saburtalo Tbilisi   | 3.000 |
| Sfîntul Gheorghe    | 2.500 |
| Víkingur            | 2.500 |
| Floriana            | 2.250 |
| Derry City          | 2.250 |
| Larne               | 2.000 |
| Panevėžys           | 2.000 |
| Paide Linnameeskond | 2.000 |
| Cliftonville        | 2.000 |
| Tuzla City          | 1.825 |
| SJK                 | 1.775 |
| Differdange 03      | 1.750 |
| Llapi               | 1.633 |
| Gjilani             | 1.633 |
| Ararat Yerevan      | 1.625 |
| Sligo Rovers        | 1.625 |
| Dila Gori           | 1.400 |
| Akademija Pandev    | 1.400 |
| Ħamrun Spartans     | 1.400 |
| Newtown             | 1.100 |
| Bruno's Magpies     | 1.083 |
| Dečić               | 1.000 |
| Iskra               | 1.000 |
| UE Santa Coloma     | 0.933 |
| Atlètic d'Escaldes  | 0.933 |

Ghi chú
1. UEL MP Q3 Đội thua của vòng loại thứ ba Europa League (Nhóm chính).

## Thể thức
Mỗi cặp đấu được diễn ra qua hai lượt trận, mỗi đội thi đấu một lượt tại sân nhà. Đội nào có tổng tỉ số cao hơn qua hai lượt đi tiếp vào vòng tiếp theo. Nếu tổng tỉ số bằng nhau sau khi kết thúc thời gian thi đấu chính thức của lượt về, hiệp phụ được diễn ra và nếu cả hai đội ghi được cùng số bàn thắng trong thời gian hiệp phụ, cặp đấu được quyết định bằng loạt sút luân lưu.

## Lịch thi đấu
Lịch thi đấu của giải đấu như sau (tất cả các lễ bốc thăm được tổ chức tại trụ sở UEFA ở Nyon, Thụy Sĩ).
| Vòng               | Ngày bốc thăm       | Lượt đi             | Lượt về             |
| ------------------ | ------------------- | ------------------- | ------------------- |
| Vòng loại thứ nhất | 14 tháng 6 năm 2022 | 7 tháng 7 năm 2022  | 14 tháng 7 năm 2022 |
| Vòng loại thứ hai  | 15 tháng 6 năm 2022 | 21 tháng 7 năm 2022 | 28 tháng 7 năm 2022 |
| Vòng loại thứ ba   | 18 tháng 7 năm 2022 | 4 tháng 8 năm 2022  | 11 tháng 8 năm 2022 |
| Vòng play-off      | 1 tháng 8 năm 2022  | 18 tháng 8 năm 2022 | 25 tháng 8 năm 2022 |

## Vòng loại thứ nhất
Lễ bốc thăm cho vòng loại thứ nhất được tổ chức vào ngày 14 tháng 6 năm 2022.

### Xếp hạt giống
Có tổng cộng 60 đội thi đấu ở vòng loại thứ nhất. Việc xếp hạt giống của các đội được dựa trên hệ số câu lạc bộ UEFA năm 2022. Các đội từ cùng hiệp hội không được bốc thăm để đấu với nhau. Trước lễ bốc thăm, UEFA đã thành lập sáu nhóm gồm 5 đội hạt giống và 5 đội không hạt giống phù hợp với các nguyên tắc do Ủy ban giải đấu cấp câu lạc bộ đề ra. Số đã được UEFA ấn định trước cho mỗi đội. Đội đầu tiên được bốc thăm ở mỗi cặp đấu là đội nhà của trận lượt đi.
| Nhóm 1                                                                                   | Nhóm 1 | Nhóm 2                                                                                     | Nhóm 2                                                                                    | Nhóm 3 | Nhóm 3                                                                                             |
| Hạt giống                                                                                | Không hạt giống                                                                                           | Hạt giống                                                                                  | Không hạt giống                                                                           | Hạt giống                                                                                                  | Không hạt giống                                                                                    |
| ---------------------------------------------------------------------------------------- | --- | ------------------------------------------------------------------------------------------ | ----------------------------------------------------------------------------------------- | --- | -------------------------------------------------------------------------------------------------- |
| - Alashkert (2) - Dinamo Tbilisi (1) - Drita (3) - Milsami Orhei (5) - Lechia Gdańsk (4) | - Inter Turku (6) - Panevėžys (7) - Paide Linnameeskond (8) - Akademija Pandev (9) - Ħamrun Spartans (10) | - KuPS (1) - Laçi (2) - Mura (3) - Liepāja (4) - Kauno Žalgiris (5)                        | - Ružomberok (7) - Sfîntul Gheorghe (6) - Gjilani (9) - Dila Gori (8) - Iskra (10)        | - Olimpija Ljubljana (1) - Budućnost Podgorica (2) - B36 Tórshavn (3) - Gżira United (4) - St Joseph's (5) | - Borac Banja Luka (6) - Larne (7) - Differdange 03 (8) - Llapi (10) - Atlètic Club d'Escaldes (9) |
| Nhóm 4                                                                                   | Nhóm 4 | Nhóm 5                                                                                     | Nhóm 5                                                                                    | Nhóm 6 | Nhóm 6                                                                                             |
| Hạt giống                                                                                | Không hạt giống                                                                                           | Hạt giống                                                                                  | Không hạt giống                                                                           | Hạt giống                                                                                                  | Không hạt giống                                                                                    |
| - Fola Esch (5) - DAC Dunajská Streda (4) - Europa (3) - Breiðablik (2) - Bala Town (1)  | - Tre Fiori (7) - Víkingur (6) - Cliftonville (9) - Sligo Rovers (8) - UE Santa Coloma (10)               | - Shkëndija (1) - Dinamo Minsk (2) - Petrocub Hîncești (5) - Partizani (3) - Tre Penne (4) | - Saburtalo Tbilisi (6) - Floriana (7) - Tuzla City (9) - Ararat Yerevan (8) - Dečić (10) | - Flora (1) - Riga (5) - HB (4) - Crusaders (3) - Pogoń Szczecin (2)                                       | - KR (10) - Derry City (7) - SJK (8) - Newtown (9) - Bruno's Magpies (6)                           |

### Tóm tắt
Các trận lượt đi được diễn ra vào ngày 5, 6 và 7 tháng 7, các trận lượt về được diễn ra vào ngày 12 và 14 tháng 7 năm 2022.
Đội thắng của các cặp đấu đi tiếp vào vòng loại thứ hai Nhóm chính. Đội thua bị loại khỏi các giải đấu châu Âu đến hết mùa giải.
| Đội 1               | TTS         | Đội 2                   | Lượt đi | Lượt về      |
| ------------------- | ----------- | ----------------------- | ------- | ------------ |
| Alashkert           | 2–4         | Ħamrun Spartans         | 1–0     | 1–4          |
| Lechia Gdańsk       | 6–2         | Akademija Pandev        | 4–1     | 2–1          |
| Inter Turku         | 1–3         | Drita                   | 1–0     | 0–3          |
| Dinamo Tbilisi      | 4–4 (5–6 p) | Paide Linnameeskond     | 2–3     | 2–1 (s.h.p.) |
| Panevėžys           | 0–2         | Milsami Orhei           | 0–0     | 0–2          |
| Laçi                | 1–0         | Iskra                   | 0–0     | 1–0          |
| Gjilani             | 2–3         | Liepāja                 | 1–0     | 1–3          |
| Sfîntul Gheorghe    | 2–4         | Mura                    | 1–2     | 1–2          |
| KuPS                | 2–0         | Dila Gori               | 2–0     | 0–0          |
| Ružomberok          | 2–0         | Kauno Žalgiris          | 2–0     | 0–0          |
| Budućnost Podgorica | 4–2         | Llapi                   | 2–0     | 2–2          |
| Gżira United        | 2–1         | Atlètic Club d'Escaldes | 1–1     | 1–0 (s.h.p.) |
| Borac Banja Luka    | 3–3 (3–4 p) | B36 Tórshavn            | 2–0     | 1–3 (s.h.p.) |
| Olimpija Ljubljana  | 3–2         | Differdange 03          | 1–1     | 2–1 (s.h.p.) |
| St Joseph's         | 1–0         | Larne                   | 0–0     | 1–0          |
| UE Santa Coloma     | 1–5         | Breiðablik              | 0–1     | 1–4          |
| DAC Dunajská Streda | 5–1         | Cliftonville            | 2–1     | 3–0          |
| Víkingur            | 3–1         | Europa                  | 1–0     | 2–1          |
| Bala Town           | 2–2 (3–4 p) | Sligo Rovers            | 1–2     | 1–0 (s.h.p.) |
| Fola Esch           | 1–4         | Tre Fiori               | 0–1     | 1–3          |
| Dinamo Minsk        | 3–2         | Dečić                   | 1–1     | 2–1          |
| Tre Penne           | 0–8         | Tuzla City              | 0–2     | 0–6          |
| Saburtalo Tbilisi   | 1–1 (5–4 p) | Partizani               | 0–1     | 1–0 (s.h.p.) |
| Shkëndija           | 4–2         | Ararat Yerevan          | 2–0     | 2–2          |
| Floriana            | 0–1         | Petrocub Hîncești       | 0–0     | 0–1          |
| Pogoń Szczecin      | 4–2         | KR                      | 4–1     | 0–1          |
| HB                  | 2–2 (2–4 p) | Newtown                 | 1–0     | 1–2 (s.h.p.) |
| Bruno's Magpies     | 3–4         | Crusaders               | 2–1     | 1–3          |
| Flora               | 3–4         | SJK                     | 1–0     | 2–4 (s.h.p.) |
| Derry City          | 0–4         | Riga                    | 0–2     | 0–2          |

1. 1 2 3 4  Thứ tự lượt đấu đảo ngược sau lần bốc thăm ban đầu.

## Vòng loại thứ hai
Lễ bốc thăm cho vòng loại thứ hai được tổ chức vào ngày 15 tháng 6 năm 2022.

### Xếp hạt giống
Tổng cộng có 106 đội thi đấu ở vòng loại thứ hai. Họ được chia làm hai nhóm:
- Nhóm các đội vô địch (16 đội): Các đội bóng mà danh tính của họ không được biết tại thời điểm bốc thăm, được xếp hạt giống như sau:
  - Hạt giống: 13 trong số 15 đội thua của vòng loại thứ nhất UEFA Champions League 2022–23 (2 trong số các đội nhận suất đặc cách vào vòng loại thứ ba).
  - Không hạt giống: 3 đội thua của vòng sơ loại UEFA Champions League 2022–23.
- Nhóm chính (90 đội): 60 đội tham dự vào vòng đấu này và 30 đội thắng của vòng loại thứ nhất. Việc xếp hạt giống của các đội được dựa trên hệ số câu lạc bộ UEFA năm 2022.[3] Đối với các đội thắng của vòng loại thứ nhất mà danh tính của họ không được biết tại thời điểm bốc thăm, hệ số câu lạc bộ của đội còn lại có thứ hạng cao nhất ở mỗi cặp đấu được sử dụng. Các đội từ cùng hiệp hội không thể được bốc thăm để đối đầu với nhau.

Trước lễ bốc thăm, UEFA hình thành ba nhóm ở Nhóm các đội vô địch với hai nhóm gồm 5 đội hạt giống và 1 đội không hạt giống, một nhóm gồm 3 đội hạt giống và 1 đội không hạt giống và chín nhóm ở Nhóm chính gồm 5 đội hạt giống và 5 đội không hạt giống, phù hợp với các nguyên tắc do Ủy ban giải đấu cấp câu lạc bộ đề ra. Ở mỗi nhóm của Nhóm các đội vô địch, trước tiên, một đội hạt giống được bốc thăm để đối đầu với đội không hạt giống duy nhất và sau đó các đội hạt giống còn lại được bốc thăm để đối đầu với nhau. Ở Nhóm chính, số được UEFA ấn định trước cho mỗi đội bởi UEFA, với lễ bốc thăm được tổ chức trong một lượt cho các Nhóm 1–9 với 10 đội. Đội đầu tiên được bốc thăm là đội nhà của trận lượt đi.
Vào ngày 27 tháng 5 năm 2022, Ủy ban điều hành UEFA đã quyết định ngăn các đội từ Belarus và Ukraina được bốc thăm để đối đầu với nhau ở bất kỳ giải đấu nào của UEFA trong tương lai với hiệu lực ngay lập tức và cho đến khi có thông báo mới do Belarus liên quan đến cuộc xâm lược của Nga vào Ukraina.
| Nhóm 1                                                                           | Nhóm 1          | Nhóm 2                                                         | Nhóm 2          | Nhóm 3                                | Nhóm 3                  |
| Hạt giống                                                                        | Không hạt giống | Hạt giống                                                      | Không hạt giống | Hạt giống                             | Không hạt giống         |
| -------------------------------------------------------------------------------- | --------------- | -------------------------------------------------------------- | --------------- | ------------------------------------- | ----------------------- |
| - Víkingur Reykjavík - Sutjeska Nikšić - KÍ Klaksvík - The New Saints - Ballkani | - La Fiorita    | - Lech Poznań - Zrinjski - Dinamo Batumi - Tirana - Hibernians | - FCI Levadia   | - CFR Cluj - Tobol - Lincoln Red Imps | - Inter Club d'Escaldes |

| Nhóm 1                                                                                  | Nhóm 1                                                                                               | Nhóm 2                                                                                           | Nhóm 2 | Nhóm 3 | Nhóm 3                                                                                              |
| Hạt giống                                                                               | Không hạt giống                                                                                      | Hạt giống                                                                                        | Không hạt giống | Hạt giống | Không hạt giống                                                                                     |
| --------------------------------------------------------------------------------------- | --- | ------------------------------------------------------------------------------------------------ | --- | --- | --------------------------------------------------------------------------------------------------- |
| - İstanbul Başakşehir (2) - APOEL (1) - Fehérvár (3) - Radnički Niš (4) - Aris (5)      | - Maccabi Netanya (6) - Gżira United[†] (7) - Botev Plovdiv (8) - Gabala (9) - Gomel (10)            | - FCSB (1) - Hapoel Be'er Sheva (2) - CSKA Sofia (3) - Ħamrun Spartans[†] (4) - Neftçi Baku (5)  | - Aris Limassol (7) - Dinamo Minsk[†] (6) - Saburtalo Tbilisi[†] (8) - Velež Mostar (10) - Makedonija Gjorče Petrov (9) | - Maccabi Tel Aviv (5) - BATE Borisov (2) - Kairat (3) - Universitatea Craiova (4) - Paide Linnameeskond[†] (1) | - Konyaspor (6) - Ararat-Armenia (8) - Zira (7) - Kisvárda (9) - Vllaznia (10)                      |
| Nhóm 4                                                                                  | Nhóm 4                                                                                               | Nhóm 5                                                                                           | Nhóm 5 | Nhóm 6 | Nhóm 6                                                                                              |
| Hạt giống                                                                               | Không hạt giống                                                                                      | Hạt giống                                                                                        | Không hạt giống | Hạt giống | Không hạt giống                                                                                     |
| - Young Boys (1) - Rapid Wien (3) - SJK[†] (2) - Osijek (4) - Olimpija Ljubljana[†] (5) | - Lillestrøm (6) - Liepāja[†] (8) - Sepsi Sfântu Gheorghe (7) - Lechia Gdańsk[†](9) - Kyzylzhar (10) | - Slavia Prague (1) - Sūduva (2) - Spartak Trnava (3) - Budućnost Podgorica[†] (5) - Mura[†] (4) | - Viborg (6) - Breiðablik[†] (7) - Newtown[†] (9) - St Joseph's[†] (8) - St Patrick's Athletic (10)                     | - AZ (1) - Molde (2) - Brøndby (4) - Motherwell (3) - DAC Dunajská Streda[†] (5)                                | - Elfsborg (6) - Víkingur[†] (7) - Sligo Rovers[†] (9) - Tuzla City[†] (8) - Pogoń Szczecin[†] (10) |
| Nhóm 7                                                                                  | Nhóm 7                                                                                               | Nhóm 8                                                                                           | Nhóm 8 | Nhóm 9 | Nhóm 9                                                                                              |
| Hạt giống                                                                               | Không hạt giống                                                                                      | Hạt giống                                                                                        | Không hạt giống | Hạt giống | Không hạt giống                                                                                     |
| - Basel (3) - Antwerp (2) - Riga[†] (1) - Tre Fiori[†] (4) - Vaduz (5)                  | - Drita[†] (6) - B36 Tórshavn[†] (10) - Ružomberok[†] (8) - Crusaders[†] (9) - Koper (7)             | - PAOK (1) - Rijeka (2) - Vitória de Guimarães (3) - Čukarički (4) - Laçi[†] (5)                 | - Djurgårdens IF (6) - Petrocub Hîncești[†] (7) - Levski Sofia (8) - Puskás Akadémia (9) - Racing Union (10)            | - Astana (1) - Sparta Prague (2) - Shkëndija[†] (4) - KuPS[†] (3) - Vorskla Poltava (5)                         | - Viking (6) - AIK (7) - Milsami Orhei[†] (9) - Raków Częstochowa (8) - Valmiera (10)               |

1. † Đội thắng của vòng loại thứ nhất mà danh tính của họ không được biết tại thời điểm bốc thăm. Các đội được thể hiện bằng chữ nghiêng đánh bại đội với hệ số cao hơn, qua đó chiếm lấy hệ số của đối thủ của họ ở lễ bốc thăm.

### Tóm tắt
Các trận lượt đi được diễn ra vào ngày 19, 20 và 21 tháng 7, các trận lượt về được diễn ra vào ngày 26, 27 và 28 tháng 7 năm 2022.
Đội thắng của các cặp đấu đi tiếp vào vòng loại thứ ba thuộc nhóm tương ứng của họ. Đội thua bị loại khỏi các giải đấu châu Âu đến hết mùa giải.
| Đội 1               | TTS  | Đội 2                 | Lượt đi | Lượt về |
| ------------------- | ---- | --------------------- | ------- | ------- |
| Shakhtyor Soligorsk | Bye  | N/A                   | —       | —       |
| RFS                 | Bye  | N/A                   | —       | —       |
| La Fiorita          | 0–10 | Ballkani              | 0–4     | 0–6     |
| Víkingur Reykjavík  | 2–0  | The New Saints        | 2–0     | 0–0     |
| Sutjeska Nikšić     | 0–1  | KÍ Klaksvík           | 0–0     | 0–1     |
| Hibernians          | 4–3  | FCI Levadia           | 3–2     | 1–1     |
| Tirana              | 2–4  | Zrinjski              | 0–1     | 2–3     |
| Lech Poznań         | 6–1  | Dinamo Batumi         | 5–0     | 1–1     |
| CFR Cluj            | 4–1  | Inter Club d'Escaldes | 3–0     | 1–1     |
| Tobol               | 3–0  | Lincoln Red Imps      | 2–0     | 1–0     |

| Đội 1                    | TTS         | Đội 2                 | Lượt đi | Lượt về      |
| ------------------------ | ----------- | --------------------- | ------- | ------------ |
| Gżira United             | 5–5 (3–1 p) | Radnički Niš          | 2–2     | 3–3 (s.h.p.) |
| Aris                     | 7–2         | Gomel                 | 5–1     | 2–1          |
| Botev Plovdiv            | 0–2         | APOEL                 | 0–0     | 0–2          |
| Fehérvár                 | 5–3         | Gabala                | 4–1     | 1–2          |
| İstanbul Başakşehir      | 2–1         | Maccabi Netanya       | 1–1     | 1–0          |
| Aris Limassol            | 2–3         | Neftçi Baku           | 2–0     | 0–3          |
| Velež Mostar             | 0–2         | Ħamrun Spartans       | 0–1     | 0–1          |
| Saburtalo Tbilisi        | 3–4         | FCSB                  | 1–0     | 2–4          |
| Makedonija Gjorče Petrov | 0–4         | CSKA Sofia            | 0–0     | 0–4          |
| Hapoel Be'er Sheva       | 3–1         | Dinamo Minsk          | 2–1     | 1–0          |
| Zira                     | 0–3         | Maccabi Tel Aviv      | 0–3     | 0–0          |
| Vllaznia                 | 1–4         | Universitatea Craiova | 1–1     | 0–3          |
| Ararat-Armenia           | 0–0 (3–5 p) | Paide Linnameeskond   | 0–0     | 0–0 (s.h.p.) |
| Kairat                   | 0–2         | Kisvárda              | 0–1     | 0–1          |
| BATE Borisov             | 0–5         | Konyaspor             | 0–3     | 0–2          |
| Sepsi Sfântu Gheorghe    | 3–3 (4–2 p) | Olimpija Ljubljana    | 3–1     | 0–2 (s.h.p.) |
| Kyzylzhar                | 3–2         | Osijek                | 1–2     | 2–0          |
| Liepāja                  | 0–4         | Young Boys            | 0–1     | 0–3          |
| Rapid Wien               | 2–1         | Lechia Gdańsk         | 0–0     | 2–1          |
| SJK                      | 2–6         | Lillestrøm            | 0–1     | 2–5          |
| Breiðablik               | 3–2         | Budućnost Podgorica   | 2–0     | 1–2          |
| St Patrick's Athletic    | 1–1 (6–5 p) | Mura                  | 1–1     | 0–0 (s.h.p.) |
| St Joseph's              | 0–11        | Slavia Prague         | 0–4     | 0–7          |
| Spartak Trnava           | 6–2         | Newtown               | 4–1     | 2–1          |
| Sūduva                   | 0–2         | Viborg                | 0–1     | 0–1          |
| Víkingur                 | 0–4         | DAC Dunajská Streda   | 0–2     | 0–2          |
| Pogoń Szczecin           | 1–5         | Brøndby               | 1–1     | 0–4          |
| AZ                       | 5–0         | Tuzla City            | 1–0     | 4–0          |
| Motherwell               | 0–3         | Sligo Rovers          | 0–1     | 0–2          |
| Molde                    | 6–2         | Elfsborg              | 4–1     | 2–1          |
| Koper                    | 1–2         | Vaduz                 | 0–1     | 1–1 (s.h.p.) |
| B36 Tórshavn             | 1–0         | Tre Fiori             | 1–0     | 0–0          |
| Ružomberok               | 1–5         | Riga                  | 0–3     | 1–2          |
| Basel                    | 3–1         | Crusaders             | 2–0     | 1–1          |
| Antwerp                  | 2–0         | Drita                 | 0–0     | 2–0          |
| Petrocub Hîncești        | 4–1         | Laçi                  | 0–0     | 4–1          |
| Racing Union             | 1–8         | Čukarički             | 1–4     | 0–4          |
| Levski Sofia             | 3–1         | PAOK                  | 2–0     | 1–1          |
| Vitória de Guimarães     | 3–0         | Puskás Akadémia       | 3–0     | 0–0          |
| Rijeka                   | 1–4         | Djurgårdens IF        | 1–2     | 0–2          |
| Vorskla Poltava          | 3–4         | AIK                   | 3–2     | 0–2 (s.h.p.) |
| Valmiera                 | 2–5         | Shkëndija             | 1–2     | 1–3          |
| Raków Częstochowa        | 6–0         | Astana                | 5–0     | 1–0          |
| KuPS                     | 6–3         | Milsami Orhei         | 2–2     | 4–1          |
| Sparta Prague            | 1–2         | Viking                | 0–0     | 1–2          |

1. 1 2 3 4  Thứ tự lượt đấu đảo ngược sau lần bốc thăm ban đầu.

## Vòng loại thứ ba
Lễ bốc thăm cho vòng loại thứ ba được tổ chức vào ngày 18 tháng 7 năm 2022.

### Xếp hạt giống
Tổng cộng có 64 đội thi đấu ở vòng loại thứ ba. Họ được chia làm hai nhóm:
- Nhóm các đội vô địch (10 đội): 9 đội thắng của vòng loại thứ hai (Nhóm các đội vô địch) mà danh tính của họ không được biết tại thời điểm bốc thăm và 2 đội thua từ vòng loại thứ nhất của Champions League nhận suất đặc cách vào vòng đấu này. Không có đội hạt giống
- Nhóm chính (54 đội): 9 đội tham dự vào vòng đấu này và 45 đội thắng của vòng loại thứ hai (Nhóm chính). Việc xếp hạt giống của các đội được dựa trên hệ số câu lạc bộ UEFA năm 2022.[3] Đối với các đội thắng của vòng loại thứ hai mà danh tính của họ không được biết tại thời điểm bốc thăm, hệ số câu lạc bộ của đội còn lại có thứ hạng cao nhất ở mỗi cặp đấu được sử dụng. Các đội từ cùng hiệp hội không thể được bốc thăm để đối đầu với nhau.

Trước lễ bốc thăm, UEFA đã thành lập hai nhóm ở Nhóm các đội vô địch với một nhóm gồm 6 đội và một nhóm gồm 4 đội, sáu nhóm ở Nhóm chính với ba nhóm gồm 4 đội hạt giống và 4 đội không hạt giống, và với ba nhóm gồm 5 đội hạt giống và 5 đội không hạt giống phù hợp với các nguyên tắc do Ủy ban giải đấu cấp câu lạc bộ đề ra. Ở mỗi nhóm thuộc Nhóm các đội vô địch, các đội được bốc thăm vào các cặp đấu mà không xếp hạt giống. Quả bóng đầu tiên được bốc thăm chỉ định đội nhà cho trận lượt đi. Ở Nhóm chính, số đã được UEFA ấn định trước cho mỗi đội, với lễ bốc thăm được tổ chức trong một lượt cho các Nhóm 1–3 với 8 đội và trong một lượt cho các Nhóm 4–6 với 10 đội. Đội đầu tiên được bốc thăm ở mỗi cặp đấu là đội nhà của trận lượt đi.
| Nhóm 1                                                                                             | Nhóm 2                                                          |
| -------------------------------------------------------------------------------------------------- | --------------------------------------------------------------- |
| - RFS - Ballkani[††] - Víkingur Reykjavík[††] - KÍ Klaksvík[††] - Hibernians[††] - Lech Poznań[††] | - Shakhtyor Soligorsk - Zrinjski[††] - CFR Cluj[††] - Tobol[††] |

| Nhóm 1                                                                                        | Nhóm 1                                                                                               | Nhóm 2                                                                                            | Nhóm 2                                                                                      | Nhóm 3                                                                                              | Nhóm 3 |
| Hạt giống                                                                                     | Không hạt giống                                                                                      | Hạt giống                                                                                         | Không hạt giống                                                                             | Hạt giống                                                                                           | Không hạt giống |
| --------------------------------------------------------------------------------------------- | --- | ------------------------------------------------------------------------------------------------- | ------------------------------------------------------------------------------------------- | --------------------------------------------------------------------------------------------------- | --- |
| - İstanbul Başakşehir[†] (2) - Raków Częstochowa[†] (1) - Viking[†] (4) - Shkëndija[†] (3)    | - Spartak Trnava[†] (5) - Sligo Rovers[†] (7) - Breiðablik[†] (6) - AIK[†] (8)                       | - Young Boys[†] (1) - Anderlecht (3) - Vitória Guimarães[†] (2) - Viborg[†] (4)                   | - Hajduk Split (6) - KuPS[†] (5) - Paide Linnameeskond[†] (8) - B36 Tórshavn[†] (7)         | - Basel[†] (1) - AZ[†] (2) - Antwerp[†] (3) - CSKA Sofia[†] (4)                                     | - Brøndby[†] (5) - Dundee United (6) - St Patrick's Athletic[†] (7) - Lillestrøm[†] (8)                                      |
| Nhóm 4                                                                                        | Nhóm 4                                                                                               | Nhóm 5                                                                                            | Nhóm 5                                                                                      | Nhóm 6                                                                                              | Nhóm 6 |
| Hạt giống                                                                                     | Không hạt giống                                                                                      | Hạt giống                                                                                         | Không hạt giống                                                                             | Hạt giống                                                                                           | Không hạt giống |
| - Maccabi Tel Aviv[†] (1) - APOEL[†] (2) - FCSB[†] (3) - Wolfsberger AC (5) - Gil Vicente (4) | - Riga[†] (6) - Kyzylzhar[†] (7) - Gżira United[†] (9) - DAC 1904[†] (8) - Aris Thessaloniki[†] (10) | - Levski Sofia[†] (5) - Molde[†] (2) - Rapid Wien[†] (3) - Hapoel Be'er Sheva[†] (4) - Twente (1) | - Lugano (6) - Kisvárda[†] (7) - Neftçi[†] (8) - Čukarički[†] (10) - Ħamrun Spartans[†] (9) | - Slavia Prague[†] (1) - Zorya Luhansk (2) - Konyaspor[†] (3) - Djurgården[†] (4) - Fehérvár[†] (5) | - Sepsi Sfântu Gheorghe[†] (6) - Universitatea Craiova[†] (7) - Vaduz[†] (8) - Petrocub Hîncești[†] (9) - Panathinaikos (10) |

Ghi chú
1. † Đội thắng của vòng loại thứ hai Nhóm chính mà danh tính của họ không được biết tại thời điểm bốc thăm. Các đội được thể hiện bằng chữ nghiêng đánh bại đội với hệ số cao hơn, qua đó chiếm lấy hệ số của đối thủ của họ ở lễ bốc thăm.
2. †† Đội thắng của vòng loại thứ hai Nhóm các đội vô địch mà danh tính của họ không được biết tại thời điểm bốc thăm. Các đội được thể hiện bằng chữ nghiêng đánh bại đội với hệ số cao hơn, qua đó chiếm lấy hệ số của đối thủ của họ ở lễ bốc thăm.

### Tóm tắt
Các trận lượt đi được diễn ra vào ngảy 3 và 4 tháng 8, các trận lượt về được diễn ra vào ngày 9, 10 và 11 tháng 8 năm 2022.
Đội thắng của các cặp đấu đi tiếp vào vòng play-off thuộc nhóm tương ứng của họ. Đội thua bị loại khỏi các giải đấu châu Âu đến hết mùa giải.
| Đội 1               | TTS         | Đội 2       | Lượt đi | Lượt về      |
| ------------------- | ----------- | ----------- | ------- | ------------ |
| Víkingur Reykjavík  | 2–4         | Lech Poznań | 1–0     | 1–4 (s.h.p.) |
| RFS                 | 4–2         | Hibernians  | 1–1     | 3–1          |
| Ballkani            | 4–4 (4–3 p) | KÍ Klaksvík | 3–2     | 1–2 (s.h.p.) |
| Zrinjski            | 2–1         | Tobol       | 1–0     | 1–1          |
| Shakhtyor Soligorsk | 0–1         | CFR Cluj    | 0–0     | 0–1          |

| Đội 1                 | TTS         | Đội 2                 | Lượt đi | Lượt về      |
| --------------------- | ----------- | --------------------- | ------- | ------------ |
| Spartak Trnava        | 0–3         | Raków Częstochowa     | 0–2     | 0–1          |
| AIK                   | 2–2 (3–2 p) | Shkëndija             | 1–1     | 1–1 (s.h.p.) |
| Viking                | 5–2         | Sligo Rovers          | 5–1     | 0–1          |
| Breiðablik            | 1–6         | İstanbul Başakşehir   | 1–3     | 0–3          |
| KuPS                  | 0–5         | Young Boys            | 0–2     | 0–3          |
| Paide Linnameeskond   | 0–5         | Anderlecht            | 0–2     | 0–3          |
| Viborg                | 5–1         | B36 Tórshavn          | 3–0     | 2–1          |
| Hajduk Split          | 3–2         | Vitória de Guimarães  | 3–1     | 0–1          |
| Brøndby               | 2–2 (1–3 p) | Basel                 | 1–0     | 1–2 (s.h.p.) |
| Lillestrøm            | 1–5         | Antwerp               | 1–3     | 0–2          |
| CSKA Sofia            | 2–1         | St Patrick's Athletic | 0–1     | 2–0          |
| Dundee United         | 1–7         | AZ                    | 1–0     | 0–7          |
| APOEL                 | 1–0         | Kyzylzhar             | 1–0     | 0–0          |
| DAC Dunajská Streda   | 0–2         | FCSB                  | 0–1     | 0–1          |
| Riga                  | 1–5         | Gil Vicente           | 1–1     | 0–4          |
| Wolfsberger AC        | 4–0         | Gżira United          | 0–0     | 4–0          |
| Maccabi Tel Aviv      | 3–2         | Aris                  | 2–0     | 1–2          |
| Molde                 | 4–2         | Kisvárda              | 3–0     | 1–2          |
| Neftçi Baku           | 2–3         | Rapid Wien            | 2–1     | 0–2 (s.h.p.) |
| Lugano                | 1–5         | Hapoel Be'er Sheva    | 0–2     | 1–3          |
| Ħamrun Spartans       | 2–2 (4–1 p) | Levski Sofia          | 0–1     | 2–1 (s.h.p.) |
| Čukarički             | 2–7         | Twente                | 1–3     | 1–4          |
| Zorya Luhansk         | 1–3         | Universitatea Craiova | 1–0     | 0–3          |
| Vaduz                 | 5–3         | Konyaspor             | 1–1     | 4–2          |
| Sepsi Sfântu Gheorghe | 2–6         | Djurgårdens IF        | 1–3     | 1–3          |
| Fehérvár              | 7–1         | Petrocub Hîncești     | 5–0     | 2–1          |
| Slavia Prague         | 3–1         | Panathinaikos         | 2–0     | 1–1          |

1. 1 2  Thứ tự lượt đấu đảo ngược sau lần bốc thăm ban đầu.

## Vòng play-off
Lễ bốc thăm cho vòng play-off được tổ chức vào ngày 2 tháng 8 năm 2022.

### Xếp hạt giống
Tổng cộng có 44 đội thi đấu ở vòng play-off. Họ được chia làm hai nhóm:
- Nhóm các đội vô địch (10 đội): Các đội bóng mà danh tính của họ không được biết tại thời điểm bốc thăm được xếp hạt giống như sau:
  - Hạt giống: 5 đội thua của vòng loại thứ ba UEFA Europa League 2022–23 (Nhóm các đội vô địch).
  - Không hạt giống: 5 đội thắng của vòng loại thứ ba (Nhóm các đội vô địch).
- Nhóm chính (34 đội): 5 đội tham dự vào vòng đấu này, 27 đội thắng của vòng loại thứ ba (Nhóm chính) và 2 đội thua của vòng loại thứ ba UEFA Europa League 2022–23 (Nhóm chính). Việc xếp hạt giống của các đội được dựa trên hệ số câu lạc bộ UEFA năm 2022.[3] Đối với các đội thắng của vòng loại thứ ba và các đội thua của vòng loại thứ ba Europa League mà danh tính của họ không được biết tại thời điểm bốc thăm, hệ số câu lạc bộ của đội còn lại có thứ hạng cao nhất được sử dụng. Các đội từ cùng hiệp hội không thể được bốc thăm để đối đầu với nhau.

Trước lễ bốc thăm, UEFA đã thành lập bốn nhóm ở Nhóm chính, ba nhóm gồm 4 đội hạt giống và 4 đội không hạt giống, một nhóm gồm 5 đội hạt giống và 5 đội không hạt giống phù hợp với các nguyên tắc do Ủy ban giải đấu cấp câu lạc bộ đề ra. Ở Nhóm chính, đã được UEFA ấn định trước cho mỗi đội, với lễ bốc thăm được tổ chức trong hai lượt, một lượt cho các Nhóm 1–3 với 8 đội và một lượt cho Nhóm 4 với 10 đội. Đội đầu tiên được bốc thăm ở mỗi cặp đấu là đội nhà của trận lượt đi.
| Hạt giống                                                         | Không hạt giống                                             |
| ----------------------------------------------------------------- | ----------------------------------------------------------- |
| - F91 Dudelange - Shkupi - Linfield - Slovan Bratislava - Maribor | - Lech Poznań - RFS - Ballkani - Zrinjski Mostar - CFR Cluj |

| Nhóm 1                                                                                    | Nhóm 1                                                                                            | Nhóm 2                                                                                  | Nhóm 2                                                                                         |
| Hạt giống                                                                                 | Không hạt giống                                                                                   | Hạt giống                                                                               | Không hạt giống                                                                                |
| ----------------------------------------------------------------------------------------- | ------------------------------------------------------------------------------------------------- | --------------------------------------------------------------------------------------- | ---------------------------------------------------------------------------------------------- |
| - Basel [†] (1) - İstanbul Başakşehir[†] (2) - APOEL[†] (3) - Fiorentina (4)              | - Antwerp[†] (8) - CSKA Sofia [†] (7) - Twente[†] (6) - Djurgården[†] (5)                         | - Villarreal (4) - Maccabi Tel Aviv[†] (3) - FCSB[†] (2) - Neftçi Baku[†] (1)           | - Nice (5) - Hajduk Split[†] (6) - Vaduz[†] (7) - Viking[†] (8)                                |
| Nhóm 3                                                                                    | Nhóm 3                                                                                            | Nhóm 4                                                                                  | Nhóm 4                                                                                         |
| Hạt giống                                                                                 | Không hạt giống                                                                                   | Hạt giống                                                                               | Không hạt giống                                                                                |
| - Slavia Prague[†] (1) - Partizan[††] (2) - Universitatea Craiova[†] (3) - 1. FC Köln (4) | - Hapoel Be'er Sheva[†] (5) - Fehérvár[†] (6) - Raków Częstochowa[†] (7) - Ħamrun Spartans[†] (8) | - Young Boys[†] (1) - AZ[†] (2) - West Ham United (3) - Molde[†] (4) - Slovácko[††] (5) | - Anderlecht[†] (6) - Wolfsberger AC[†] (7) - Gil Vicente[†] (8) - AIK[†] (9) - Viborg[†] (10) |

Ghi chú
1. † Đội thắng của vòng loại thứ ba mà danh tính của họ không được biết tại thời điểm bốc thăm. Các đội được thể hiện bằng chữ nghiêng đánh bại đội với hệ số cao hơn, qua đó chiếm lấy hệ số của đối thủ của họ ở lễ bốc thăm.
2. †† Đội thua của vòng loại thứ ba UEFA Europa League mà danh tính của họ không được biết tại thời điểm bốc thăm.

### Tóm tắt
Các trận lượt đi được diễn ra vào ngày 17 và 18 tháng 8, các trận lượt về được diễn ra vào ngày 23 và 25 tháng 8 năm 2022.
Đội thắng của các cặp đấu đi tiếp vào vòng bảng. Đội thua bị loại khỏi các giải đấu châu Âu đến hết mùa giải.
| Đội 1           | TTS         | Đội 2             | Lượt đi | Lượt về      |
| --------------- | ----------- | ----------------- | ------- | ------------ |
| Maribor         | 0–1         | CFR Cluj          | 0–0     | 0–1          |
| RFS             | 3–3 (4–2 p) | Linfield          | 2–2     | 1–1 (s.h.p.) |
| Lech Poznań     | 3–1         | F91 Dudelange     | 2–0     | 1–1          |
| Shkupi          | 1–3         | Ballkani          | 1–2     | 0–1          |
| Zrinjski Mostar | 2–2 (5–6 p) | Slovan Bratislava | 1–0     | 1–2 (s.h.p.) |

| Đội 1                 | TTS         | Đội 2              | Lượt đi | Lượt về      |
| --------------------- | ----------- | ------------------ | ------- | ------------ |
| CSKA Sofia            | 1–2         | Basel              | 1–0     | 0–2          |
| Vaduz                 | 2–1         | Rapid Wien         | 1–1     | 1–0          |
| Raków Częstochowa     | 2–3         | Slavia Prague      | 2–1     | 0–2 (s.h.p.) |
| Djurgårdens IF        | 5–3         | APOEL              | 3–0     | 2–3          |
| Maccabi Tel Aviv      | 1–2         | Nice               | 1–0     | 0–2 (s.h.p.) |
| Universitatea Craiova | 2–2 (3–4 p) | Hapoel Be'er Sheva | 1–1     | 1–1 (s.h.p.) |
| İstanbul Başakşehir   | 4–2         | Antwerp            | 1–1     | 3–1          |
| FCSB                  | 4–3         | Viking             | 1–2     | 3–1          |
| Partizan              | 7–4         | Ħamrun Spartans    | 4–1     | 3–3          |
| Fiorentina            | 2–1         | Twente             | 2–1     | 0–0          |
| Villarreal            | 6–2         | Hajduk Split       | 4–2     | 2–0          |
| 1. FC Köln            | 4–2         | Fehérvár           | 1–2     | 3–0          |
| West Ham United       | 6–1         | Viborg             | 3–1     | 3–0          |
| Young Boys            | 1–1 (1–3 p) | Anderlecht         | 0–1     | 1–0 (s.h.p.) |
| Slovácko              | 4–0         | AIK                | 3–0     | 1–0          |
| Molde                 | 4–1         | Wolfsberger AC     | 0–1     | 4–0          |
| AZ                    | 6–1         | Gil Vicente        | 4–0     | 2–1          |

1. ↑  Thứ tự lượt đấu đảo ngược sau lần bốc thăm ban đầu.